# П-15 «Терміт»
П-15 (П-15М) «Терміт» ( Індекс ГРАУ ВМФ: 4К40, за класифікацією МО США та НАТО: SS-N-2 Styx [«Стікс»]) — протикорабельна ракета, розроблена у середині 50-х років XX століття у конструкторському бюро «Радуга» під керівництвом головного конструктора А. Я. Березняка. Пускова установка для ракети була розроблена Конструкторським бюро машинобудування у Москві, вибухові пристрої для детонації бойової частини - НІТІ в Балашисі.

## Історія

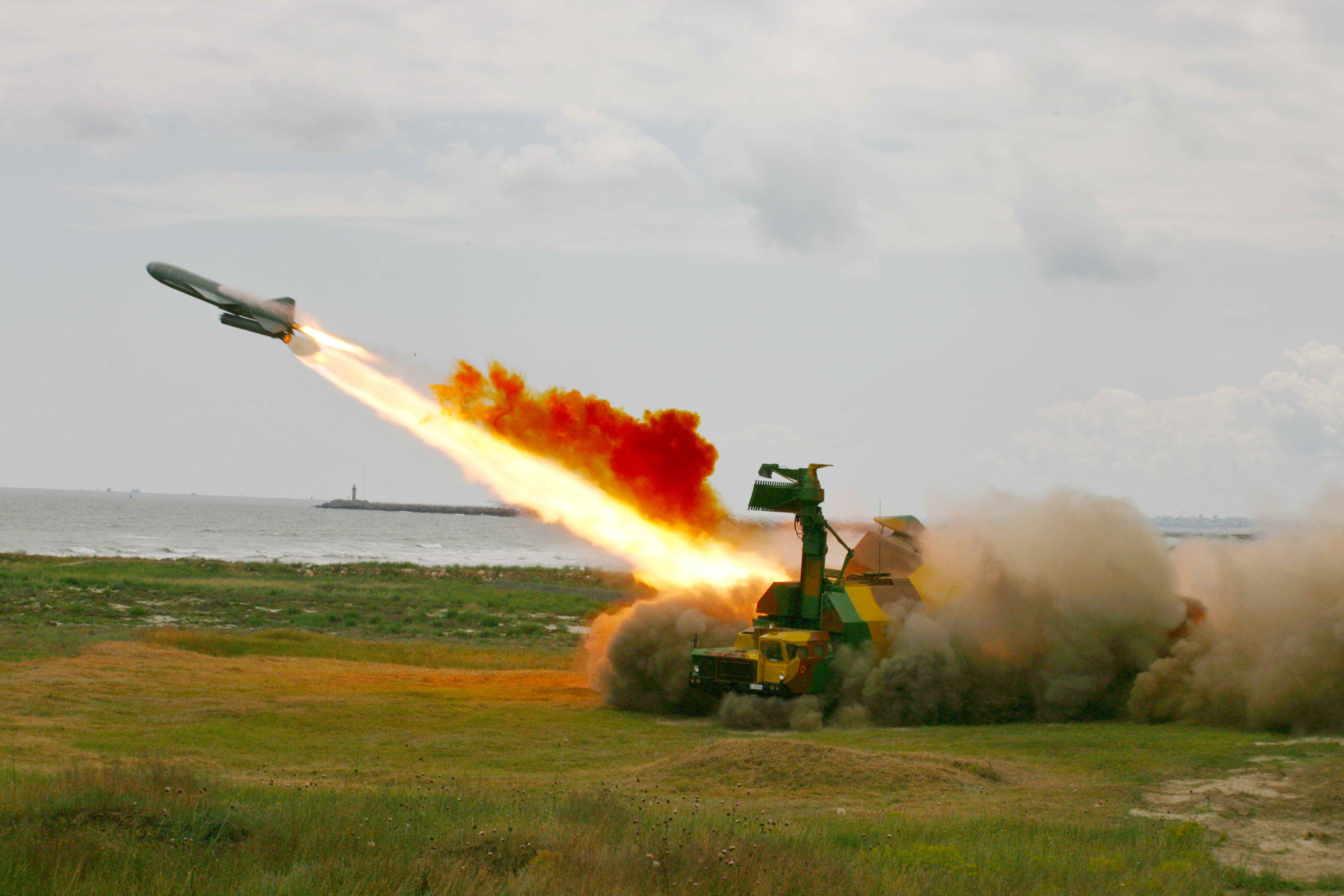
Пуск «Терміту» з румунського комплексу «Рубеж»

Комплекс із ракетою П-15 (4К40) було прийнято озброєння 1960 року, комплекс із П-15М (4К51), створеної на основі П-15 взяли на озброєння 1972 року. Ракети П-15 оснащувалися тепловою голівкою самонаведення «Кондор», ракети П-15М — тепловою голівкою «Снегірь».
Ракетами П-15, П-15М озброювалися есмінці, протичовнові кораблі та спеціально спроектовані ракетні катери, пізніше було розроблено береговий протикорабельний ракетний комплекс «Рубеж». «Рубеж» являв собою спарені пускові контейнери на поворотному столі з рубкою управління та радіолокаційною станцією «Гарпун», змонтовані на шасі МАЗ-543.
Ракети виготовляли на заводі № 256 (з 1956 р., Дубна) і на заводі № 116 (з 1959 р.). Арсеньєв), складання комплексу «Рубіж» здійснювалося на заводі імені Ворошилова в Уральську.

## Опис

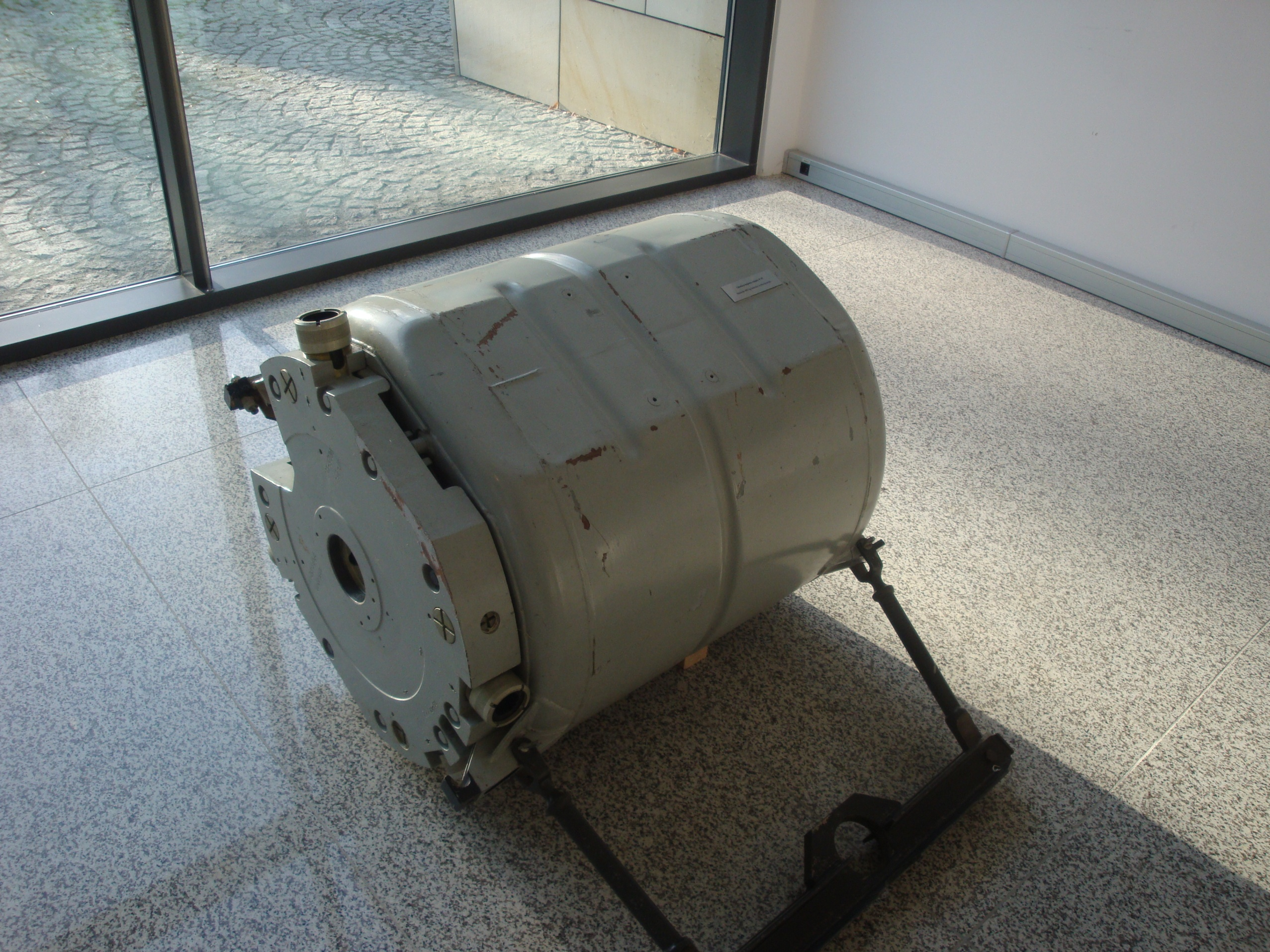
Бойова частина ракети у Військово-морському музеї у Гдині

П-15 «Терміт» — крилата ракета з рідинним ракетним двигуном, старт здійснювався за допомогою підвішеного під фюзеляжем твердопаливного прискорювача. На ракеті застосовувалася бойова частина фугасної дії (маса вибухової речовини — 375 кг), також була передбачена установка бойової частини в ядерному спорядженні. Оснащувалась радіолокаційними або інфрачервоними головками самонаведення, які діють на кінцевій ділянці траєкторії, маршова ділянка польоту проходила під управлінням інерційної системи управління. Крім цього, передбачено встановлення апаратури розпізнавання «свій-чужий». Для зручності застосування та зменшення розмірів пускових контейнерів крила попередньо складаються та розкриваються при виході з контейнера.

## Застосування у бойових діях
Вперше у бою був застосований під час Війни на виснаження, коли два єгипетські ракетні катери потопили ізраїльський есмінець «Ейлат». Це стало першим в історії випадком потоплення корабля ракетою у ході бойових дій. Під час Третьої індо-пакистанської війни індійські ракетні катери типу «Оса» потопили ракетами пакистанський есмінець «Хайбар», тральщик «Мухафіз», торгове судно. Модифіковані ракети П-15 були використані також для ударів ракетних катерів по береговим нафтосховищам.
Водночас під час Війни Судного дня П-15 продемонстрували меншу ефективність у порівнянні з ізраїльською протикорабельною ракетою «Габрієль», зокрема під час бою на рейді Латакії.
Цю ракету активно використовували обидві сторони Ірано-іракської війни.